# Democratic Party of British Gibraltar
Die Democratic Party of British Gibraltar (DPBG) war eine politische Partei in Gibraltar.

## Geschichte
Sie wurde 1978 gegründet und war aus der aufgelösten Integration with Britain Party hervorgegangen. Erster Parteivorsitzender wurde Maurice Xiberras. 1979 wurde er von Peter Isola abgelöst.
Bei den Parlamentswahlen 1980 trat die DPBG erstmals an und erzielte das zweitbeste Ergebnis. Damit wurde sie Oppositionspartei und bekam sechs Sitze, darunter der Parteivorsitzende Peter Isola und der ehemalige Chief Minister Robert Peliza. Bei den darauffolgenden Wahlen 1984 errang sie keinen Sitz und schied damit aus dem Gibraltar House of Assembly aus. Kurze Zeit später löste sich die Partei auf.

## Wahlergebnisse
| Jahr | Wahl                | Sitze |
| ---- | ------------------- | ----- |
| 1980 | Parlamentswahl 1980 | 6/15  |
| 1984 | Parlamentswahl 1984 | 0/15  |